# 大鈴功起
大鈴功起（日语：／ Ōsuzu Kōki，2000年10月5日—）是一名日本男性聲優，東京都出身，VIMS所屬。

## 經歷
小學時期，喜歡國語課的朗讀與音樂課的唱歌，因而對「能夠唱歌、也能講故事的工作」的聲優這個職業產生了興趣。
到了中學，受到朋友的影響開始接觸各種動畫。其中，對當時在《東京喰種》、《四月是你的謊言》等作品中擔任主角的花江夏樹的演技感到震撼，花江也是他最初憧憬的聲優。
升上高中後，正式立志成為聲優，並進入日本播音演技研究所就讀。
2021年，作為聲優出道。
2022年，在電視動畫《青之蘆葦》中飾演主角青井葦人，首次擔任主演角色。

## 人物
在《青之蘆葦》的訪談中透露自己是2000年出生。
興趣與專長包括落語、遊戲和籃球。
與同屬同一家事務所且為同期出道的聲優有伊瀨結陸。

## 演出作品
※粗體字為主要角色。

### 電視動畫
2021年
- 美少年偵探團（觀眾）
- Platinum End（鈴木）

2022年
- 遊戲王SEVENS（少年）
- 朋友遊戲（學生）
- 青之蘆葦（青井葦人[3][6]）
- 式守同學不只可愛而已（男學生）
- Animation x Paralympic：誰是你的英雄？（下平鉋[7]）
- 龍族拼圖（ハカーケ）
- VAZZROCK THE ANIMATION（惡童C）

2023年
- 再得一勝！
- 小智是女孩啦！（同班同學、圭子）
- 鄰人似銀河（男學生）
- EDENS ZERO 伊甸星原（冰河）
- 殭屍100～在成為殭屍前要做的100件事～（短跑殭屍）
- 米奇與達利 惡童物語（少年B、學生2、男學生B）
- 葬送的芙莉蓮（多拉特[8]）
- 靠著魔法藥水在異世界活下去！（馬爾科）

2024年
- 黑執事 寄宿學校篇（學生）
- 多數欠（佐藤一彥[9]）
- 2.5次元的誘惑（學生會成員E）
- 小市民系列（五日市公也）
- 孤單一人的異世界攻略（路人B、狗頭人B）
- FAIRY TAIL魔導少年 百年任務（杜姆）
- 噗妮露是可愛史萊姆（學生）
- 膽大黨（男學生B）
- 青春之箱（部員）

2025年
- 龍族拼圖（澤諾）
- 離開A級隊伍的我，和從前的弟子往迷宮深處邁進（科魯克）
- 妖怪學校的菜鳥老師！（車長）
- 小市民系列 第2期（五日市公也）
- WIND BREAKER—防風少年— Season 2
- 神統記（拉古村少年兵）
- GACHIAKUTA（少年）
- 學校不會教的重要事情（卡坦[10]、タマ[11]）

### 遊戲
2024年
- 怪物彈珠（青海波[12]）

## 外部連結
- 大鈴 功起｜VIMS -ヴィムス-